# Saropogon leucogenus
Saropogon leucogenus là một loài ruồi trong họ Asilidae. Saropogon leucogenus được Séguy miêu tả năm 1953. Loài này phân bố ở vùng Cổ Bắc giới.